# Birmingham Museum of Art

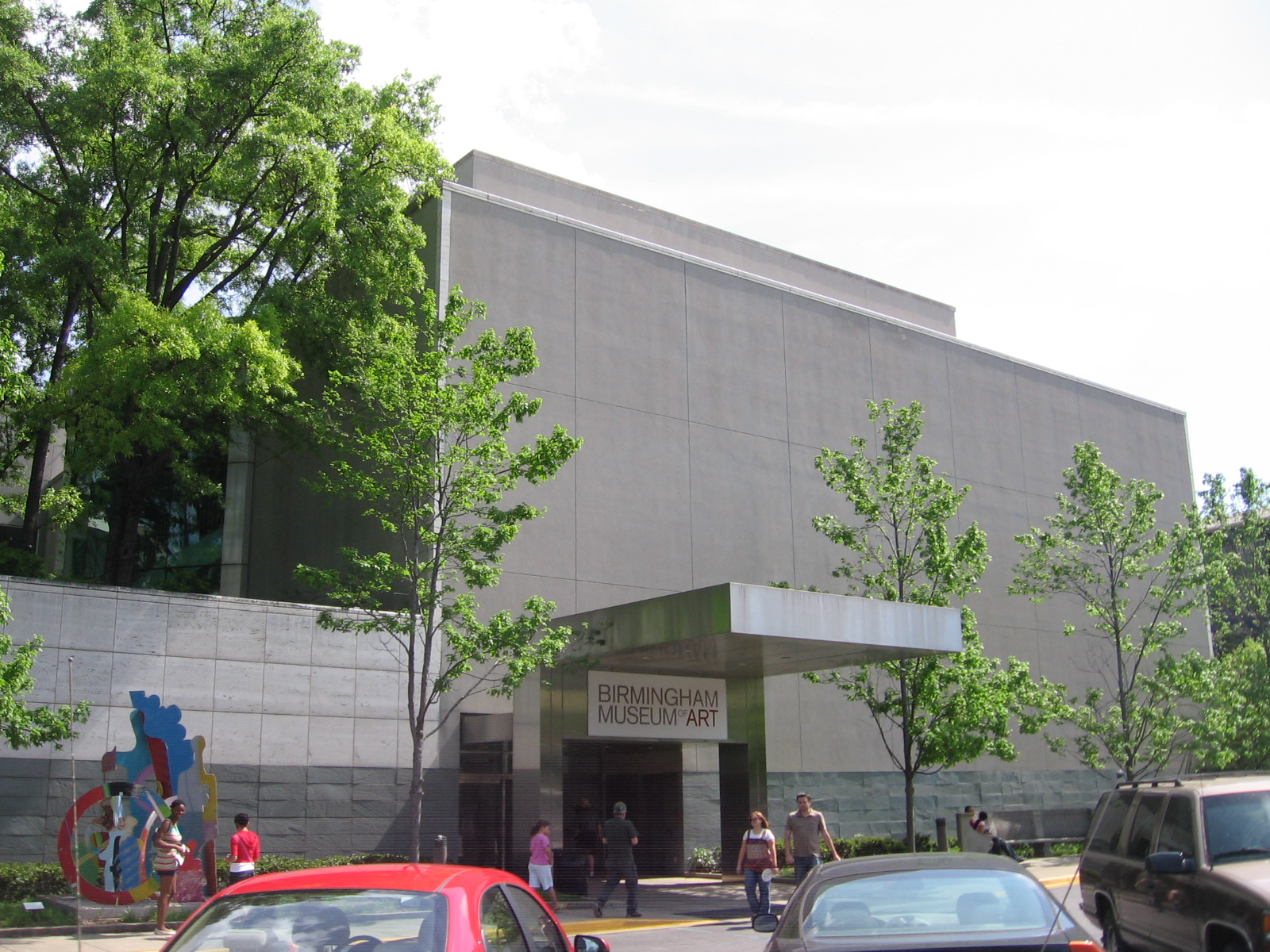
Nordeingang des Westflügels des Birmingham Museum of Art

Das Birmingham Museum of Art ist ein Kunstmuseum in Birmingham, Alabama. Es wurde 1951 gegründet und liegt im Stadtzentrum. Die Sammlung des Museums umfasst mehr als 17.000 Werke und Objekte, die aus verschiedensten Kulturkreisen und Epochen stammen. Zudem beheimatet das Birmingham Museum of Art die Clarence B. Hanson Jr. Bibliothek, zu der über 35.000 Bände vor allem mit Bezug zur Sammlung des Museums gehören.

## Geschichte
Das Museum geht auf den 1908 gegründeten Birmingham Art Club zurück, der sich zur Aufgabe gemacht hatte, die Kultur in der jungen Stadt zu fördern. Der Club sammelte Kunstwerke und stellte diese auch in einer Galerie aus. Als ihre Sammlung immer weiter wuchs, wurden Anstrengungen unternommen ein Museum zu gründen. Dies geschah 1951 mit der Gründung des Birmingham Museum of Art. Das heutige Museumsgebäude, das vom Birminghamer Architekturbüro Warren, Knight & Davis entworfen worden war, wurde 1959 errichtet. In der Folgezeit wurden mehrere Erweiterungen des Museums vom selben Architekturbüro gestaltet. 1993 wurde Das Gebäude dann renoviert und nach Plänen des New Yorker Architekten Edward Larrabee erweitert, so dass nun 180.000 Quadratmeter Ausstellungsfläche zur Verfügung stehen. Zudem wurde ein neuer Skulpturengarten geschaffen.
Das Museum wird von der Stadt und privaten Förderern unterstützt, so dass außer bei einigen Sonderausstellungen es keine Eintrittsgelder von den Besuchern verlangt.

## Sammlung
Die Sammlung des Birmingham Museum of Art umfasst über 17.000 Werke und Objekte, darunter Gemälde, Skulpturen, Dekorative Kunst, Zeichnungen, Grafiken und Videos. Dabei gliedert sich die Sammlung in die Abteilungen Afrikanische Kunst, Amerikanische Kunst, Asiatische Kunst, Zeitgenössische Kunst, Dekorative Kunst, Europäische Kunst, Indianische Kunst und Präkolumbische Kunst.

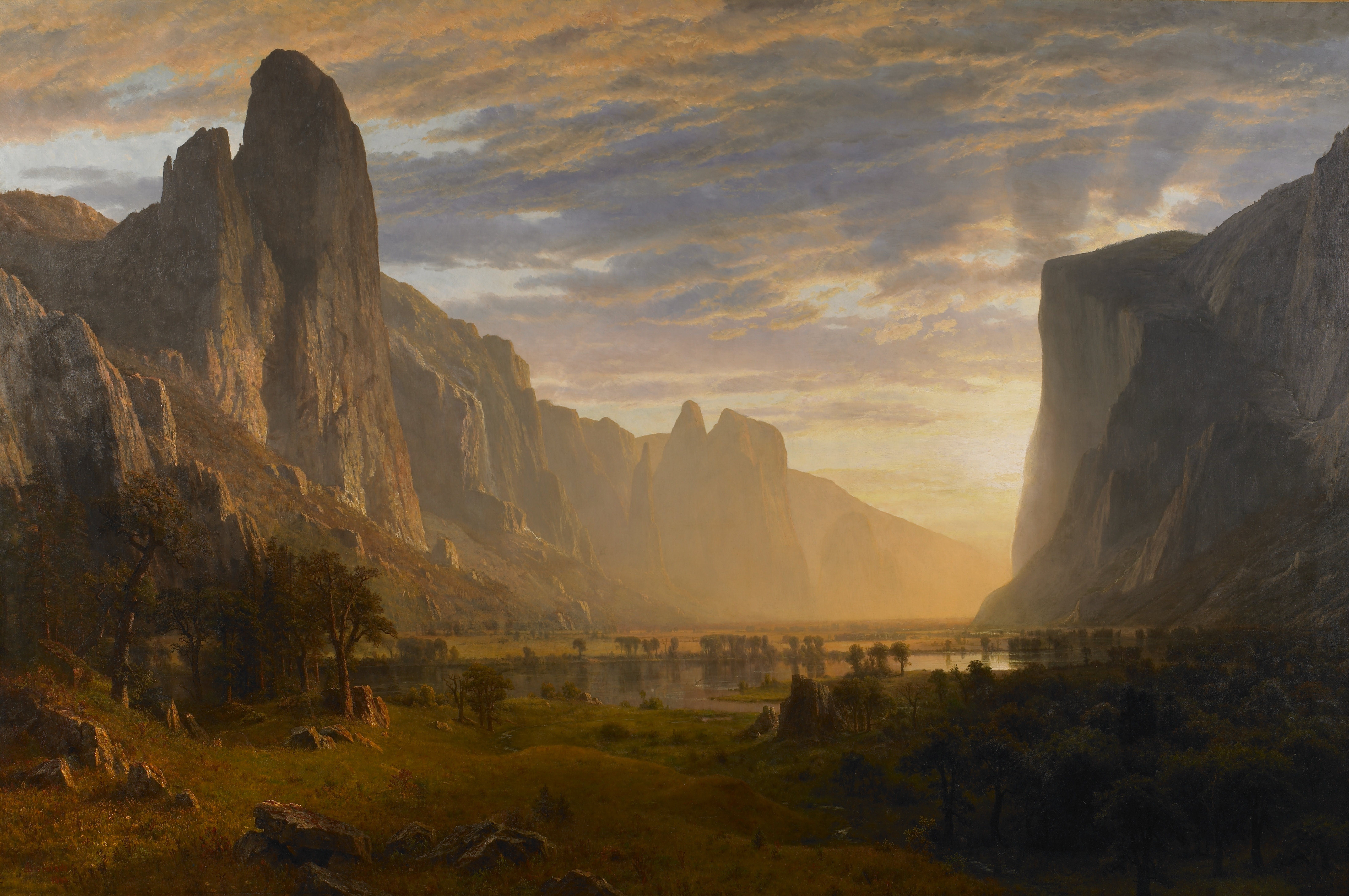
Looking down Yosemite Valley, California von Albert Bierstadt

Die Sammlung von Afrikanischer Kunst legt den Fokus auf das Subsahara-Afrika südlich der Sahara. Das älteste Objekt dieses Sammlungsteils stammt aus dem 12. Jahrhundert. Der Besucher bekommt vor allem Skulpturen und rituelle Objekte zu sehen, aber ebenso Metall-Kunstwerke, Keramik und Textilien. Die Abteilung für Amerikanische Kunst zeigt vor allem Gemälde und Skulpturen seit dem 18. Jahrhundert, darunter Bilder von Mary Cassatt, John Singer Sargent und Gilbert Stuart, sowie Skulpturen von Frederic Remington. Das Gemälde Looking down Yosemite Valley, California von Albert Bierstadt wurde von der Stiftung National Endowment for the Humanities als eines der 40 Gemälde ausgezeichnet, die Menschen, Orte und Ereignisse der amerikanischen Geschichte am besten darstellen. Zudem sind Objekte aus der Tiffany-Manufaktur und von Frank Lloyd Wright zu sehen.
Die Sammlung Asiatischer Kunst geht auf eine Schenkung von chinesischen Textilien im Jahr 1951 zurück. Seitdem wurde sie um Objekte aus China, Korea, Japan, Indien und Südostasien ergänzt und gehört nun zu den umfangreichsten und bedeutendsten Sammlungen dieser Art im Südosten der Vereinigten Staaten. Die Kollektion vietnamesischer Keramikobjekte ist die wichtigste der Vereinigten Staaten. Ebenso hat die vom Smithsonian Institution als Dauerleihgabe dem Birmingham Museum of Art übergebene Vetlesen Jade Collection mit Jadeobjekten aus der Zeit vom 16. bis zum 19. Jahrhundert bundesweite Bedeutung.
Werke in der Sammlung europäischer Kunst stammen beispielsweise von den Renaissance-Künstlern wie Pietro Perugino oder den Barock-Malern Balthasar van der Ast, Giovanni Antonio Canal, Jean-Baptiste Oudry und Jacob van Ruisdael. Beispiele der französischen Malerei des 19. Jahrhunderts sind Werke von Camille Corot und Gustave Courbet.

## Sonderausstellungen
Die Sonderausstellungen befassen sich mit verschiedenen Aspekten der Kunst. So finden im Jahr 2008 unter anderem die Ausstellung Leonardo da Vinci: Drawings from the Biblioteca Reale in Turin, die eine bedeutende Gruppe von Zeichnungen des Künstlers zeigt, und Vanishing World: Art and Ritual in Amazonia, die sich mit der Kultur der indigenen Völker in Amazonien beschäftigt. Daneben werden beispielsweise deutsche Keramikerzeugnisse in der Ausstellung A new Twist: The German Ceramics from the 1950s oder moderne koreanische Drucke des Künstlers Kim Sangku in Contemporary Korean Prints: Kim Sangku gezeigt.